# Acacio de Constantinopla
Acacio de Constantinopla (Acacius) fue Patriarca de Constantinopla desde el 471 hasta el 488, siendo el sucesor de Genadio I. Antes dirigía el asilo de huérfanos de la ciudad.
Se distinguió en el Concilio de Calcedonia, al cual no asisitió pero sí se pronunció, por oponerse al emperador Basilisco y al monofisismo, proclamar la restauración de Zenón y apoyar a Dióscoro I de Alejandría, el patriarca monofisita de Alejandría. 
También se enfrentó al patriarca de Alejandría Juan de Talaia, apoyando al antipatriarca Pedro Mongus.
Fue excomulgado por el papa Félix III, también conocido como Félix II al no contabilizar al discutido papa o antipapa Félix II, en el 484.
Es considerado un santo en la Iglesia Monofisita Copta, celebrandose su festividad el 26 de Noviembre.